# Тоби-Марселен, Филипп
Филипп Тоби-Марселен (фр. Philippe Thoby-Marcelin; 11 декабря 1904, Порт-о-Пренс, Гаити — 13 августа 1975, Сиракьюс, штат Нью-Йорк, США) — гаитянский поэт, писатель

, журналист, искусствовед, фольклорист и политик.

## Биография
Получил образование в Порт-о-Пренсе, затем изучал право в Париже. Вернувшись на Гаити, работал генеральным секретарём в министерстве общественных работ Гаити.
Сотрудничал с несколькими журналами и газетами на Гаити (среди них Le Matin, Le Nouvelliste, Haiti Journal, Le Petit Impartial и The Native Journal), в которых опубликовал ряд статей и стихов.
Вместе с единомышленниками, литераторами Жаком Руменом и Эмилем Румером — один из основателей журнала «La Revue indigene» (1926—1927), объединявшего передовых гаитянских писателей, среди которых он и Ж. Румен были лидерами левого крыла литературного движения «эндиженизма». Обращение к эндиженизму стало формой мирной и националистической борьбы против оккупации их родины США в 1915 году.
В 1946 году вместе с Энтони Леспесом участвовал в создании Народно-социалистической партии Гаити.
В 1948 году, когда президент Дюмарсе Эстиме объявил партию вне закона, он переехал в Соединенные Штаты, где работал переводчиком в Организации американских государств.
Умер в 1975 г. в Сиракьюс, штата Нью-Йорк.

## Творчество
Автор стихов, рассказов и романов.
Писал на французском языке, ряд произведений создан в соавторстве с братом Пьером. Будучи в Париже познакомился с писателем Валери Ларбо, который организовал публикацию некоторых его стихотворений в ежемесячном литературном журнале La revue européenne, издававшемся с 1923 по 1931 год.
В 1944 году опубликовал свой первый роман «Canapé Vert», который был удостоен литературной премии Латинской Америки.
В 1946 году издал роман «La Bête de Musseau», затем — «Le Crayon de Dieu» (1952).
В 1967 году издал сборник гаитянских сказок и легенд «Contes et Légendes d’Haïti».
Его последний роман «Tous les Hommes sont Fous» был опубликован в 1972 году и переведен на английский язык его женой Евой.
Автор романа (совместно с братом Пьером) «Зеленый диван» (1944); сборников стихов (в том числе «Без возврата», 1953).